# 成田市立成田小学校
成田市立成田小学校（なりたしりつ なりたしょうがっこう）は、千葉県成田市幸町948にある公立小学校。

## 概要
成田山新勝寺への参道付近に位置し、旧市街を中心とした、地域が学区となる。約130年の歴史を持つ学校。1996年から、3期（10年間）に渡って、文部科学省の「小学校における外国語学習」の研究指定を受け、英語学習の研究を継続している。

2時間目と3時間目の間にはリフレッシュタイムと呼ばれる長めの休み時間があり、｢リフレ｣と略される。
又、体育館が二つあり、大アリーナ、小アリーナと分けられている。

## 沿革
- 1873年（明治6年）3月 - 寺台曹洞宗永興寺に東谷小学校として仮開校。
- 1874年（明治7年）4月 - 田町辻堂に校舎建設移転。
- 1875年（明治8年）3月 - 成田小学校と校名改称。
- 1887年（明治20年）5月 - 成田尋常小学校と改称。
- 1904年（明治37年）2月 - 現在地に校舎新築移転。
- 1908年（明治41年）4月 - 成田尋常高等小学校と改称。
- 1938年（昭和13年）2月 - 講堂落成。
- 1941年（昭和16年）4月 - 成田町立成田国民学校と改称。
- 1947年（昭和22年）4月 - 成田町立成田小学校と改称。
- 1954年（昭和29年）3月 - 成田市立成田小学校と改称。
- 1962年（昭和37年）7月 - 鉄筋3階建校舎（460坪）竣工。
- 1966年（昭和41年）10月 - 木造校舎取り壊しし、鉄筋3階建校舎（650坪）着工。
- 1968年（昭和43年）4月 - 言語治療教室開設。
- 1970年（昭和45年）7月 - 新プール（25m×19m）完成。
- 1973年（昭和48年）6月 - 創立百周年記念式典挙行記し、記念碑建立。運動場散水機設置。
- 1982年（昭和57年）3月 - 屋内運動場竣工（延床面積1.789平方メートル）。
- 1984年（昭和59年）1月 - 創立百十周年記念式典挙行。温室完成。
- 1992年（平成4年）10月 - 中庭工事完成（観察池移転）。
- 1996年（平成8年）3月 - 2棟視聴覚室にコンピュータ（児童用20台）導入。
- 1998年（平成10年）3月 - 園芸倉庫完成。
- 1999年（平成11年）3月 - プール改修工事完了。
- 2003年（平成15年）
  - 6月 - 職員玄関前庭整備。
  - 8月 - 体育館天井補修工事完了。職員トイレ洋式便器設置。
- 2005年（平成17年）
  - 2月 - LANケーブル配線・パソコン教室パソコン入れ替え（41台）。図書室・職員室パソコン設置（各3台）。
  - 3月 - 中庭観察池濾過装置設置。
  - 6月 - プールサイド日除け設置。
- 2006年（平成18年）8月 - 運動場全面改修工事。
- 2007年（平成19年）4月 - 美郷台小学校開校に伴い、一部学区を分離。
- 2008年（平成20年）9月 - 1棟便所棟耐震工事完成。
- 2009年（平成21年）
  - 3月 - 渡り廊下・給食配膳室耐震工事完了。
  - 8月 - 職員室パソコンLAN完成。
- 2011年（平成23年）3月 - 普通教室エアコン設置。
- 2012年（平成24年）3月 - 2階と3階の渡り廊下修理完了。1棟と2棟の屋上一部防水修理完了。
- 2013年（平成25年）
  - 8月 - 体育館天井及び電灯工事完了。
  - 9月 - 保健室網戸設置。2棟教室窓サッシ修繕。
- 2015年（平成27年）1月 - トイレ洋式便器設置。
- 2019年（平成31年）3月 - なかよし山撤去工事。

## 交通
- JR 成田駅（東口）、京成電鉄 京成成田駅（西口）より、徒歩10分。

## 著名な出身者
- 船山祐二（プロサッカー選手、東京ヴェルディ） - 1997年卒業。船山貴之は実弟。
- 田中智美（女子マラソン選手）- 2000年卒業
- 船山貴之（プロサッカー選手、ジェフユナイテッド市原・千葉） - 2000年卒業
- 唐川侑己（プロ野球選手・投手、千葉ロッテマリーンズ）- 2002年卒業
- 浜野弥四郎（台湾総督府の土木技師で、日本統治下の台湾で上下水道整備に貢献） - 1876年入学[1]。